# Ева хочет спать
«Ева хочет спать» (пол. Ewa chce spać) — комедийный художественный фильм польского режиссёра Тадеуша Хмелевского, вышедший на экраны в 1957 году. Лента получила премии «Золотая раковина» за лучший фильм и «Альма» за лучший сценарий на кинофестивале в Сан-Себастьяне (1958), а также приз за лучший фильм на кинофестивале в Мар-дель-Плата (1959).

## Сюжет
Вечером в город приезжает Ева Бонецкая, которая на следующий день начнёт учиться в здешнем техникуме. Но место в общежитии она тоже получит лишь завтра. Где молодая девушка найдет ночлег в чужом городе, где она не знает никого? Все хотят помочь девушке, а более всех — преступники. Поэтому она не выспится, но посетит много странных мест.

## В ролях
- Барбара Квятковская-Ласс — Ева Бонецкая
- Станислав Микульский — Пётр Малевский, полицейский
- Стефан Бартик — комиссар полиции
- Вацлав Ковальский — оружейник в отделении полиции
- Людвик Бенуа — Птушко, бандит
- Роман Клосовский — Люлек, бандит
- Ярема Стемповский — Вацек Шпарага, официант в баре
- Мария Каневская — Хелютка, буфетчица в баре
- Халина Буйно-Лоза — Красивая Лёля, проститутка
- Ян Кобушевский — Мариан
- Калина Ендрусик — Бернацкая, любовница Мариана
- Барбара Рахвальская — заведующая отелем
- Влодзимеж Скочиляс — мужчина в отеле
- Людвик Касендра — Плюциньский, полицейский
- Цезары Юльский — Крушина, полицейский
- Эдвард Вихура — Теофил, полицейский
- Густав Люткевич — Добеля, полицейский
- Бронислав Павлик — Цяпала, полицейский
- Вацлав Янковский — дежурный полицейский
- Станислав Мильский — Фафула, курьер
- Эмир Бучацкий — Слепой Толо, карманник
- Эугениуш Каминьский — Генё «Отмычка»
- Влодзимеж Квасковский — Хенё «Газрурка»
- Богдан Баэр — булочник
- Леонард Петрашак — мотоциклист
- Рышард Филипский — дорожный рабочий
- Хенрик Хунко — вор

## Дубляж
Фильм дублирован на киностудии имени Горького.
- Ева Бонецкая — Барбара Квятковская — С. Мизери
- Пётр Малевский — Станислав Микульский — А. Песелев
- Ю. Саранцев, А. Полевой, М. Гаврилко, О. Маркина, И. Безяев и другие.